# Hristijan Todorovski Karpoš
Hristijan Todorovski - Karpoš (3. rujna, 1921. Kumanovo, poginuo 7. veljače, 1944. pored gradića Preševa u južnoj Srbiji), bio je makedonski komunist i borac NOP-a tijekom Drugog svjetskog rata.
Još kao učenik, postao je član omladinske komunističke organizacije. Zbog svojih ideja, isključen je iz srednje škole 1940. sa zabranom upisa na čitavom teritoriju ondašnje Jugoslavije.
Po okupaciji 1941., od strane Bugarske, prihvatio se sakupljanja oružja i rasparčavanja ilegalnih brošura, kao što je Dedo Ivan, koji je izdavala ilegalna komunistička organizacija. Postao je član Prvog kumanovskog partizanskog odreda, i sudionik napada na bugarske policajce 11. listopada, 1941. Nakon te akcije ušao je u partizanski stožer za Kumanovo. Iza toga prebacio se u Drugi južnomoravski odred, pa u Kukavički partizanski odred (jedinica je djelovala u južnoj Srbiji i na Kosovu). U drugoj polovici 1942. poslan je u rodno Kumanovo, da organizira ustanak, koji je u međuvremenu zamro. 1943. je postao zapovjednik bojne Jordan Nikolov NOP-a i s njim izvršio više uspješnih akcija protiv četničkih formacija u tom dijelu Makedonije. Naročito mu je bila uspješna vojna akcija kod sela Pelince, kod Kumanova.
Poginuo je u napadu na bugarsku policijsku postaju - Biljača, pored Preševa 1944. .
- Hristijan Todorovski Karpoš, proglašen je narodnim herojem Jugoslavije 29. svibnja, 1945. godine.